# Carmignano di Brenta
Carmignano di Brenta est une commune italienne de la province de Padoue dans la région Vénétie en Italie.

## Administration

### Jumelage
La commune de Carmignano di Brenta est jumelée avec :
- Albbruck (Allemagne) depuis 1959.

## Culture locale et patrimoine

### Personnalités liées à la commune
- Giuseppe Monegato (1903-1969), sculpteur ayant vécu à Carmignano di Brenta
- Benedetta Caretta (1996-), chanteuse née à Carmignano di Brenta
- Sergio Cervato
- La famille Danieli compta aux XVIIIe et XIXe siècles parmi les familles les plus importantes de la région. Maître Daniele Danieli, notaire et riche propriétaire, possédait le palais surnommé Palazzon encore existant de nos jours.